# Имя цвета
Цветообозначение или имя цвета — группа лексики, обозначающая названия цветов. Этот термин отражает психологическую компоненту в восприятии света и цвета в отличие от колориметрии, где определяется однозначно, как вектор в заданной системе координат.
Названия цветов связаны с цветом, как с физическим явлением, но членение спектра цветов, видимых человеку, является специфическим для каждого отдельного языка. Цветообозначения социально обусловлены, связаны с  социолингвистической традицией, историей, географическими особенностями, образом жизни и особенностями быта.
Цвет в лингвистической науке зачастую исследуется, как часть языковой картины мира. Лингвистические исследования цветообозначений могут включать в себя изучение этнокультурных особенностей, лексикосемантическую характеристику, изучение цветовых концептов, этимологию и историю языка.

## Цветообозначение в лингвистике
Цветообозначение (колоративная лексика) — психологическая характеристика цвета, нередко имеющая выраженную этническую компоненту. В разных языках имя цвета для одного и того же физического объекта могут отличаться, или даже отсутствовать (см., например Синий, Сине-зелёный, Азур, Пурпурный, Маджента).
Среди цветообозначений, в частности, в русском языке, выделяются:
1. монолексемные («чёрный», «лиловый»)
2. сложные слова («светло-коричневый», «сине-зелёный»)
3. сложные цветообозначения (цвет + имя существительное в родительном падеже: «цвет хаки», «цвет коралл»)
4. сложные цветообозначения со структурой «цвет(а)» + имя прилагательное в родительном или именительном падеже + имя существительное в родительном или именительном падеже («цвет мокрый асфальт» или «цвета морской волны»)[7].

Чаще всего в русском языке цветообозначения выражаются прилагательными, но встречаются и представители других грамматических категорий (например, 
«рдеть», «белизна», «розовеющий», «покрасневший»).
Среди источников цветообозначений А. П. Василевич выделяет наименования предметов («молочный», «цвета мха»), заимствования («бордо»), развитие собственного арсенала лексико-морфологических средств («небесно-голубой», «тёмно-красный») и развитие у терминов цвета новой смысловой функции, в частности, рекламной, предназначенной привлечь внимание к предмету («лиловый шик»).

### Основные цветообозначения
Цветообозначения подразделяются на две группы: основные (базовые) и оттеночные. Основные цветообозначения, в свою очередь, делятся на хроматические и ахроматические.
Как отмечает Р. Фрумкина, «в русском языке „наивная картина“ мира цвета включает „семь цветов радуги“, а также розовый, коричневый и так называемые ахроматические цвета — черный, белый и серый (всего двенадцать). Эти цвета носители русского языка считают „основными“». Кроме того, она выделяет тридцать две цветовые лексемы, которые знакомы всем носителям русского языка (алый, вишневый, бордовый, малиновый, морковный, апельсиновый, медный, песочный, ржавый, шоколадный, цвета слоновой кости, янтарный, соломенный, золотистый, лимонный, телесный, болотный, небесный, сиреневый, мышиный, молочный, красный, оранжевый, желтый, зеленый, синий, голубой, фиолетовый, коричневый, белый, серый, черный).

### Теория Берлина-Кея
В работе Брента Берлина и Пола Кея (1969) была выдвинута идея «базовых цветов» и универсалий в области эволюции цвета. Согласно теории Берлина-Кея, языки проходят универсальные стадии эволюции, характеризующиеся увеличением количества базовых цветов.
- Стадия 1: белый и чёрный
- Стадия 2: белый, чёрный, красный
- Стадия 3/4: белый, чёрный, красный, жёлтый, зелёный
- Стадия 5: белый, чёрный, красный, жёлтый, зелёный, синий
- Стадия 6: белый, чёрный, красный, жёлтый, зелёный, синий, коричневый
- Стадия 7: добавляются оранжевый, серый, фиолетовый, розовый, и т. д.

Причём, 6-я стадия является последней стадией, после которой пополнение набора цветовых лексем можно закончить.